# Die Orchideen von Java von J. J. Smith. Band vi der Flora von Buitenzorg
Die Orchideen von Java von J. J. Smith. Band vi der Flora von Buitenzorg (abreviado Orch. Java) es un libro con ilustraciones y descripciones botánicas que fue escrito por el botánico holandés Johannes Jacobus Smith y publicado en Leiden en el año 1905.